# Congrégation de Sainte Thérèse de l'Enfant Jésus
La congrégation de Sainte Thérèse de l'Enfant Jésus (en latin Congregatio Sanctae Theresiae a Iesu Infante ritus Syro-Malabarensis) forme une congrégation cléricale de rite Syro-Malabar de droit pontifical.

## Histoire
La congrégation est fondée le 19 mars 1931 à Mookkannur (Kerala) par Thomas Panat (1831 - 1897), à l'origine, c'est une congrégation laïque masculine ; en 1946, avec l'autorisation d'Augustin Kandathil, archevêque de Ernakulam (en), elle accepte des prêtres et devient congrégation cléricale.
L'institut est souvent appelé congrégation de la Petite Fleur (Little Flower) du surnom donné à sainte Thérèse de Lisieux dans les pays anglophones. Le 8 octobre 1947, il est reconnu de droit diocésain et ses constitutions sont approuvées le 18 avril 1963 par Mgr Joseph Parecattil, archevêque d'Ernakulam. Il devient de droit pontifical le 21 décembre 1995 juridiquement dépendant de la congrégation pour les Églises orientales.

## Activités et diffusion
Les religieux sont principalement actifs dans la communauté syro-malabare et se consacrent à l'enseignement, aux paroisses et à l'apostolat missionnaire parmi les non-chrétiens.
Ils sont présents en Inde avec de petites communautés au service de communautés chrétiennes syro-malabares en Allemagne, au Canada, aux États-Unis, en Papouasie-Nouvelle-Guinée, et en Tanzanie.
La maison généralice se trouve à Thrikkakara près de Kochi.
Au 31 décembre 2005, la congrégation comptait 59 maisons et 399 religieux dont 227 prêtres.